# Pungitius
Pungitius ist eine Gattung aus der Familie der Stichlinge. Typusart ist der  Neunstachlige Stichling und Europa Terra typica. Bei den in der Holarktis verbreiteten Fischen handelt es sich überwiegend um Süßwasserbewohner, einige Populationen dringen aber auch ins Brack- und seltener auch ins Salzwasser vor. Gegenüber widrigen Umweltbedingungen sind sie äußerst robust und so ist eine Pungitius-Art häufig alleiniger Besiedler von Kleinstgewässern oder kommt dort zusammen mit nur wenigen anderen Fischarten vor.

## Merkmale
Die Vertreter dieser Gattung tragen sieben bis zwölf kurze Rückenstacheln die, außer bei einer Art, abwechselnd links und rechts der Rückenmitte stehen. Die Bauchflossen tragen jeweils einen Stachel- und einen Weichstrahl. Ein kürzerer gebogener Stachel steht am Anfang der Afterflosse. Die aus Knochenplatten gebildete Seitenbeschilderung ist nicht bei allen Populationen vollständig ausgebildet. Der Beckengürtel ist äußerlich sichtbar und besteht aus einem Bauchschild mit seitlichen Fortsätzen.

## Systematik
Wie es für Stichlinge nicht ungewöhnlich ist, umfasst die Gattung eine große Zahl mehr oder weniger unterschiedlicher Populationen. Deren starke Variabilität macht, ähnlich wie bei Gasterosteus, eine Systematisierung schwierig.
Folgende Arten können auch durch DNA-Vergleiche unterschieden werden:

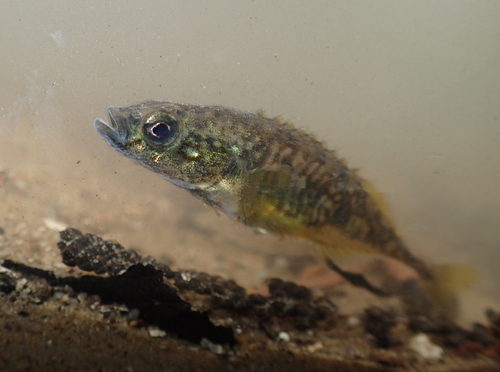
Pungitius laevis

- Neunstachliger Stichling (Pungitius pungitius)
- Pungitius bussei
- Griechischer Neunstachliger Stichling (Pungitius hellenicus)[5]
- Pungitius kaibarae
- Pungitius laevis[6]
- Pungitius modestus[7]
- Südlicher Neunstachliger Stichling (Pungitius platygaster)
- Pungitius polyakovi
- Pungitius sinensis
- Pungitius stenurus
- Sachalin-Stichling (Pungitius tymensis)
- Pungitius vulgaris[6]

## Belege
1. ↑  Hans-Joachim Paepke: Die Stichlinge: Gasterosteidae, Westarp Wissenschaften, Magdeburg 1996, ISBN 3-89432-492-9. S. 42
2. 1 2  Petru M. Bănărescu, Hans-Joachim Paepke: The Freshwater Fishes of Europe, Aula-Verlag, Wiebelsheim 2002, ISBN 3-89104-658-8. (Volume 5. Cyprinidae 2, Part III: Rhodeus to Capoeta; Gastorosteidae). S. 257
3. ↑   Hiroshi Takahashi, Peter R. Møller, Sergei V. Shedko, Temirbekov Ramatulla, Sang-Rin Joen, Chun-Guang Zhang, Valentina G. Sideleva, Keisuke Takata, Harumi Sakai, Akira Gotoi, Mutsumi Nishida: Species phylogeny and diversification process of Northeast Asian Pungitius revealed by AFLP and mtDNA markers. Molecular Phylogenetics and Evolution, 2016, doi:10.1016/j.ympev.2016.03.022
4. ↑  Wang, C., Shikano, T., Persat, H. & Merilä, J. (2015): Mitochondrial phylogeography and cryptic divergence in the stickleback genus Pungitius. Journal of Biogeography, Volume 42, Issue 12, Seiten 2334–2348, December 2015, DOI: 10.1111/jbi.12591 * Yazdan Keivany & Joseph S. Nelson (2000): Taxonomic review of the genus Pungitius (Gasterosteidae). Cybium v. 24 (no. 2): 107–122.
5. ↑  Yazdan Keivany, Joseph S. Nelson: Taxonomic review of the genus Pungitius, ninespine sticklebacks (Gasterosteidae) in Cybium, Revue Internationale d’Ichtyologie, Band 24, Nr. 2, 2000. S. 107–122 (Download Englisch, PDF)
6. 1 2  Denys, G.P.J., Persat, H., Dettai, A., Geiger, M.F., Freyhof, J., Fesquet, J. & Keith, P. (2017): Genetic and morphological discrimination of three species of ninespined stickleback Pungitius spp. (Teleostei, Gasterosteidae) in France with the revalidation of Pungitius vulgaris (Mauduyt, 1848). Journal of Zoological Systematics and Evolutionary Research, 21 Sep. 2017. DOI: 10.1111/jzs.12178
7. ↑  Tatsuya Matsumoto, Matsuura, K. & Hanzawa, N. (2021): A new species of nine-spined stickleback, Pungitius modestus (Gasterosteiformes, Gasterosteidae), from northern Honshu, Japan. Zootaxa, 5005 (1): 1–20. DOI: 10.11646/zootaxa.5005.1.1